# Ander Barrenetxea Muguruza
Ander Barrenetxea Muguruza (Donostia-San Sebastián, 2001. december 27. –) baszk nemzetiségű spanyol labdarúgó, posztját tekintve középpályás, a Real Sociedad csapatának játékosa.

## Pályafutása

### Klubcsapatokban
Ander Barrenetxea San Sebastiánban született Gipuzkoa tartományban, Baszkföld északkeleti részén. 2013-ban került a Real Sociedad akadémiájára. 
A 2018–2019-es szezonban került fel a felnőtt csapathoz, miközben még az amatőr ligában szereplő C-csapat játékosa volt. 2018. december elején megújította szerződését 2025 nyaráig.
2018. december 22-én a Deportivo Alavés mutatkozott be a spanyol élvonalban, ezzel ő lett a bajnokság történetének első olyan játékosa aki a 21. században született és a klub legfiatalabb labdarúgója a spanyol polgárháború óta, valamint a liga történetének 26. legfiatalabb játékosa. Pedro Irastorza 1934-es rekordját döntötte meg.
Az ezt követő időszakban amellett, hogy a szezon során az első csapatnál továbbra is számítottak a játékára, rendszeres játéklehetőséget a klub tartalékcsapatában kapott, amellyel a spanyol harmadosztályban szerepelt. 2019. január 9-én a CD Izarra ellen 3–0-ra megnyert bajnokin lépett pályára először a Segunda División B-ben.
2009, Antoine Griezmannt követően az első játékosa lett klubjának aki egy szezonon belül szerephez jutott a C, a B és a felnőtt csapatban is tétmérkőzésen.

### A válogatottban
2016 és 2017 között a spanyol U16-os, 2018-ban az U18-as korosztályos válogatott tagja volt. Ugyanebben a korcsoportban a baszk válogatottban is szerepelt.